# Гартлайн (Вашингтон)
Гартлайн (англ. Hartline) — місто (англ. town) в США, в окрузі Грант штату Вашингтон. Населення — 180 осіб (2020).

## Географія
Гартлайн розташований за координатами 47°41′22″ пн. ш. 119°6′29″ зх. д. / 47.68944° пн. ш. 119.10806° зх. д. (47.689426, -119.108144).  За даними Бюро перепису населення США в 2010 році місто мало площу 0,86 км², уся площа — суходіл.

### Клімат
| Клімат : Гартлайн       | Клімат : Гартлайн | Клімат : Гартлайн | Клімат : Гартлайн | Клімат : Гартлайн | Клімат : Гартлайн | Клімат : Гартлайн | Клімат : Гартлайн | Клімат : Гартлайн | Клімат : Гартлайн | Клімат : Гартлайн | Клімат : Гартлайн | Клімат : Гартлайн | Клімат : Гартлайн |
| Показник                | Січ.              | Лют.              | Бер.              | Квіт.             | Трав.             | Черв.             | Лип.              | Серп.             | Вер.              | Жовт.             | Лист.             | Груд.             | Рік               |
| Абсолютний максимум, °C | 11,1              | 16,7              | 22,8              | 33,9              | 37,8              | 39,4              | 43,3              | 43,3              | 38,3              | 30,0              | 19,4              | 13,3              | 43,3              |
| Середній максимум, °C   | −0,1              | 3,9               | 10,3              | 16,3              | 21,6              | 25,9              | 30,9              | 30,1              | 24,9              | 16,4              | 6,2               | 1,0               | 15,6              |
| Середній мінімум, °C    | −7,1              | −4,4              | −0,8              | 2,3               | 6,0               | 9,6               | 13,0              | 12,5              | 8,4               | 2,7               | −2,2              | −5,6              | 2,9               |
| Абсолютний мінімум, °C  | −28,3             | −28,9             | −15,6             | −10               | −4,4              | −2,2              | 1,1               | −0,6              | −3,3              | −15,6             | −22,2             | −28,3             | −28,9             |
| Норма опадів, мм        | 27                | 23                | 21                | 18                | 24                | 23                | 12                | 10                | 13                | 19                | 34                | 36                | 261               |
| Днів з опадами          | 6                 | 5                 | 5                 | 4                 | 5                 | 5                 | 3                 | 2                 | 3                 | 4                 | 7                 | 8                 | 57,0              |
| ----------------------- | ----------------- | ----------------- | ----------------- | ----------------- | ----------------- | ----------------- | ----------------- | ----------------- | ----------------- | ----------------- | ----------------- | ----------------- | ----------------- |
| Джерело:                |                   |                   |                   |                   |                   |                   |                   |                   |                   |                   |                   |                   |                   |

## Демографія
Згідно з переписом 2010 року, у місті мешкала 151 особа в 62 домогосподарствах у складі 37 родин. Густота населення становила 176 осіб/км².  Було 87 помешкань (101/км²).
Расовий склад населення:
| - 90,7 % — білих - 1,3 % — азіатів - 0,7 % — чорних або афроамериканців - 4,6 % — осіб інших рас |

До двох чи більше рас належало 2,6 %. Частка іспаномовних становила 11,9 % від усіх жителів.
За віковим діапазоном населення розподілялося таким чином: 25,8 % — особи молодші 18 років, 59,6 % — особи у віці 18—64 років, 14,6 % — особи у віці 65 років та старші. Медіана віку мешканця становила 41,8 року. На 100 осіб жіночої статі у місті припадало 115,7 чоловіків;  на 100 жінок у віці від 18 років та старших — 119,6 чоловіків також старших 18 років.
Середній дохід на одне домашнє господарство  становив 46 858 доларів США (медіана — 37 083), а середній дохід на одну сім'ю — 61 892 долари (медіана — 72 500). За межею бідності перебувало 25,2 % осіб, у тому числі 32,0 % дітей у віці до 18 років та 0,0 % осіб у віці 65 років та старших.
Цивільне працевлаштоване населення становило 63 особи. Основні галузі зайнятості: сільське господарство, лісництво, риболовля — 31,7 %, оптова торгівля — 15,9 %, транспорт — 9,5 %, публічна адміністрація — 7,9 %.